# .ye
De .ye extensie is beschikbaar voor domeinnamen uit Jemen.